# 道院
道院，1920年代源起于山东地区的一个民间宗教及慈善组织，它集“道院”、“道德社”、“女道德社”、“世界红卍字会”等为一体，尤其以道院和红卍字会互为里表，创办后迅速遍及中国大半地区，并在日本、朝鲜、新加坡等地成立分支机构成为跨国性组织，其中尤其以从事慈善救济活动的“世界红卍字会”最为知名。中华人民共和国成立后不久，道院在中国大陆的各种组织相继宣告解散、终止活动，但在台湾、香港、日本、新加坡等地仍有活动。

## 历史

### 创建之前

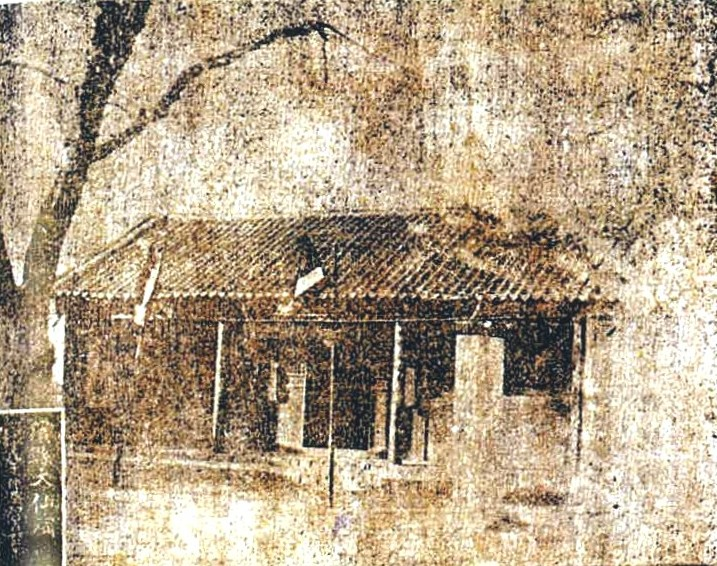
滨县的大仙祠

扶乩是一种古老的降神占卜术，宋元便渐渐在士人中流行，明末开始有士人设坛结社举行扶乩活动，至清末此类活动已遍及中國大陸。辛亥革命后，各地乩坛发展更为迅速。1916年至1917年间，滨县知事吴福森（道号福永），驻防营营长刘绍基（道号福缘），县署科员洪士陶（道号解空）、周德锡（道号吉中）等人深信扶乩，常在滨县县政府后大仙祠设乩坛，进行扶乩活动。该坛奉唐代一位尚姓和尚“尚仙”，并奉白眉佛、眉陀尊者、吕祖、济祖、鹤神、刘慧仙、文中子等神，是为“滨坛”:46-47。《道慈綱要大道篇》称在滨坛扶乩时，尚仙临乩最多，尚仙曾通过判词称在所有的虚空神圣中以太乙老人最为尊贵:47。道院正式成立前的滨坛时期，大道篇认为是自1916年至1919年，其中前两年以刘福缘、吴福永、洪解空和周吉中为主要参与者。1917年，吴福永调任长清县，李振钧（道号智真）继任滨县知事，并主持乩坛:48。
1917年，刘绍基移防济南，周锡德也被调至济南，两人在在济南府东大街刘绍基家中设立坛点进行扶乩活动，是为“济坛”。济坛吸引很多当地士绅参加。至1920年，李振钧、洪士陶也相继来到济南与刘绍基共同办坛。期间参见济坛的还有高华普、王和真、郭宣望、薛佛凤、郑敦性、郑婴芝、萧慧源、杨慈修等:50。与滨坛相比，济坛在信仰仪式上将神仙图像化，并撰《太乙北极真经》用于坛内奉诵。济坛中心成员有48人，以江苏、山东及安徽人为主，多为沿官僚同乡团体发展的中、小官僚。济坛并不常设，扶乩活动也无固定日期，扶乩者也不固定，一般由洪士陶担任侍正，刘绍基、李振钧担任副手:50。

### 道院创设

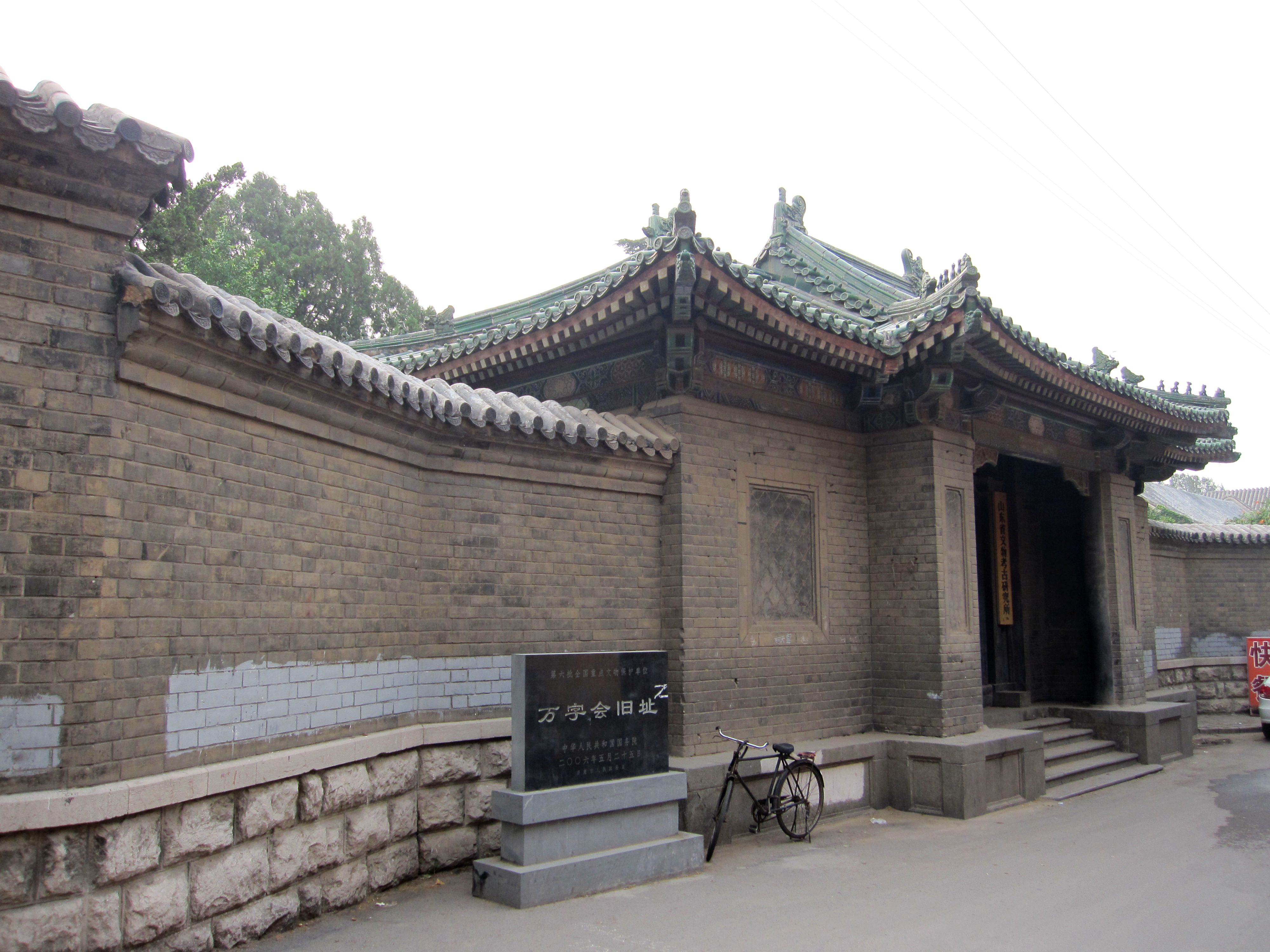
济南道院旧址

道院初创于1921年，正式成立于1922年:65。“道院”一名取“大道为公，作万缘共渡之修府”的含义:66。
1921年，由刘绍基、杜秉寅等48名中心成员发起，济坛坛址迁至济南上新街，定名济南道院。3月18日（农历二月初九），济南道院开院，成为经坛的固定地址，是为道院创设的开始:66。同时，制订院纲、院则，改滨县坛为宗坛，济南府东大街坛为母坛。杜秉寅在清朝时曾任邹县知县、高唐州知州等职，曾是济南乩坛活动中较有影响力的同善社济南分社负责人，1920年加入济坛:55，是济坛最年长的道首。院纲称“道院崇奉至圣先天老祖（太乙老人），基、回、儒、释、道五教教主暨世界历代神圣仙佛，以参悟《太乙真经》，贯彻五教真谛，阐明大道为宗旨”。道院最高组织是统院，以统院掌方（统掌）为道院最高道首，负责道院一切事务。统院下分设坐院、坛院、经院、慈院、宣院等五院，各院设掌籍一人。创设之处，统院并无掌籍，由坐院掌籍杜秉寅代理统院院监:67。按照规定，每个道院内部都设不同用途的各类乩坛，并分属不同的院。坛院内设统坛，统坛下附设讲经坛；统院内设文字坛、问事坛；经院内设书画坛；慈坛内设求方坛。现实运行中多是一坛多用。
1921年秋，杜秉寅派人持《太乙北极真经》至北京，向内务部提出版权申请，1921年9月22日获准:68。1921年，道院在天津、北京和山东济宁3处设立分院。1922年1月，济南道院将院章十二条呈送内务部申请立案，正式获得批准。内务部批准道院在各省设置机构，并通饬各省一体保护。济南道院将获批文件呈送山东省长公署备案，并登报公布。于1922年立春日（2月4日）正式成立:69。

### 北洋政府时期
1922年，济南道院筹集布道费数千元，用以到各省县推广道院，经过一年时间在山东、安徽、江苏、直隶、浙江、湖北、山西、河南、奉天、吉林等省开始道院近60家。1923年，除在已经设立道院省份继续分设道院外，还新在四川、福建、江西三省和热河、察哈尔和绥远三个的特别区开设道院:71。
1923年4月4日（农历二月十九日），杜秉寅去世，道院称其成仙，封“默真人”，徐世光（素一）继任济南道院统掌，以益都统掌素璞、京兆责任统掌乔保衡（素苞）、济南副统掌刘绍基（福缘）、天津责任统掌谢家佑（素定）、济宁统掌吴长植（性空）按季度轮流代替徐世光行使职务:73。1923年4月16日（农历三月初一），济南道院以默真人升座训示庆祝“造上上乘会”，命令各地派代表到济南庆祝。与会二百余人，讨论在北京筹备总院:74。1923年4月29日（农历三月十四日），总坛在北京开幕，以京兆道院纂掌灵默兼任总坛纂掌，并调济南纂襄陈凤薰（灵澄）为总坛襄助。济兆津沪汉五院特别责任统掌钱能训（玄机）出任总院统掌，总院定名为“北京道院”，京兆道院属之。而济南道院则称“母院”，定名为“本院”。以京兆道生银号出资三成，其他各方集资七成将京兆道院院址收购，以为总院院址。1923年5月16日（农历四月初一），举行北京道院开幕仪式，总院正式成立:74。
1923年9月1日，日本发生關東大地震，道院组织济南道院道监侯延爽（素爽）、北京道院慈院附掌籍冯阅模（华和）和圆诚三人携带钱粮东赴日本进行灾后慰问，慰问完成后华和归国，素爽和圆诚从东京折返至神户布道，驻神户总领事、副总领事以及神户华商会会长等人加入道院。后圆诚回国，素爽凭其在南京出发前在从日本驻华领事林出贤次郎处获得的大本教介绍信，到京都府下绫部会晤大本教教主出口王仁三郎，两人相谈甚洽，在神户市外六甲山南麓大本信徒片冈春弘的别邸组建神户道院。1924年4月4日（农历三月初一），神户道院开院，是为第一个设于中國大陸以外的道院:71,80。
至1924年，已在安徽、江苏、河北、浙江等10个省以及山东益都、沂水等20多个县设立道院，并在日本神户开设第一个位于中國大陸以外的道院。至1928年，中國大陸各级道院已经多达202个。

### 国民政府时期

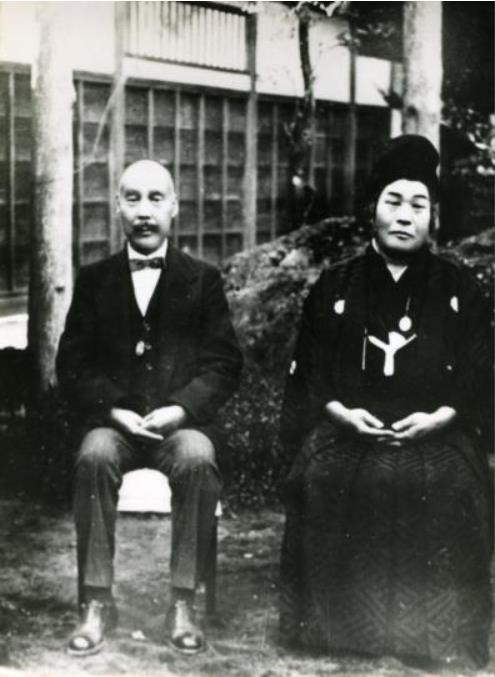
1929年侯延爽（素爽）与出口王仁三郎（寻仁）合影

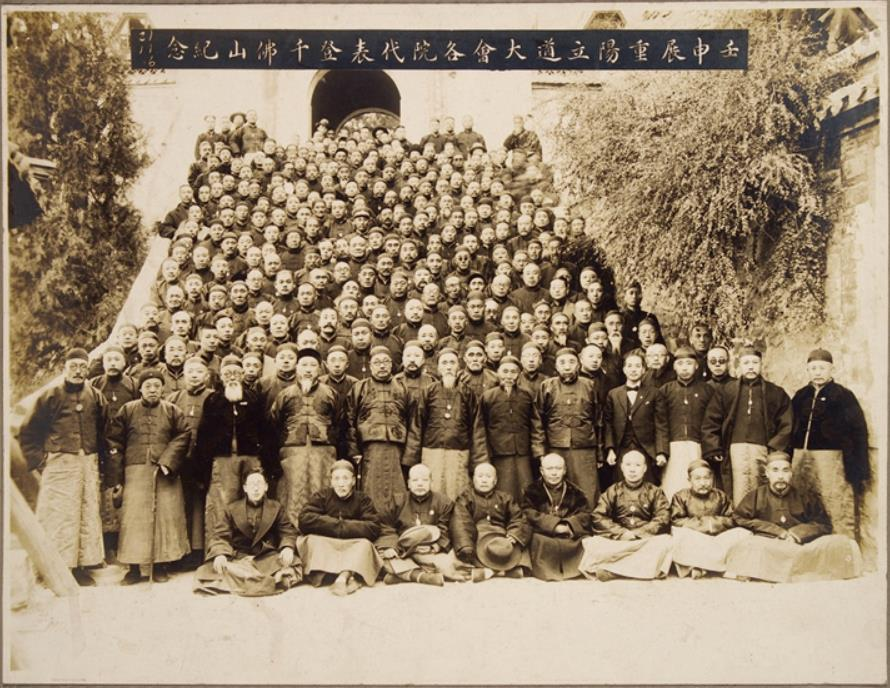
1932年济南道院立道大会合影

1927年6月（农历五月），刘绍基、李振均和張偉齋（圓莪）等筹建滨县道院，奉命在8月22日（农历七月十五日）成立，届时命令福智等人前往滨院筹建宗坛。后为区分院坛与宗坛，在县城东街教育局新房设立宗坛，宗坛在8月29日（农历七月廿二日）开幕。其后，乔保衡、李振钧和刘绍基又在滨县县城东南隅购置一百多亩地兴建正式的宗坛，宗坛自10月7日开工，一个多月后完工。1928年春分（3月21日），宗坛正式开幕投用，各地派代表参加开幕典礼:86。1928年8月27日，总坛颁布训言，称由于局势动荡，交通不便，在宗掌徐世光所在地天津设立联合救济办事处，为道院最高统系所在，也是宗坛的行坛所在，徐世光兼任宗坛行坛掌方。1928年9月23日秋分，行宗（临时宗坛）正式开幕:92。
1928年，随着国民革命军北伐的胜利，南京国民政府正式取代北洋政府。道院的成立虽然曾获得北洋政府的备案批准，此时仍需重新到南京政府內政部办理备案手续。1928年夏，总院多次派人到南京，起初计划将道院和世界红卍字会一起呈送备案，因恰逢国民政府以破除迷信为由取缔同善社、悟善社等秘密结社，道院未能成功备案，仅世界红卍字会备案在1928年11月获得批准:88。道院各地代表在1928年重阳节在济南讨论后，认为自己不属于迷信组织，决定再次向政府请愿要求合法备案。1929年1月，各地代表16人联名向内政府请愿:88。1929年11月30日，济南母院被国民政府查封，经多方疏通，在1930年1月7日解封。为避免母院中辍，1929年12月1日，在天津行宗设立临时母院（行母），作为母院驻津办事处，处理本需母院办理的各类事务。1930年10月27日重阳，行母取消，恢复济南母院:93。
1929年春，日本人类爱善会奉天支部部长富村顺一致信红卍字会沈阳主会，称两会的宗旨相同，提议相互合作。1929年9月18日，以安东道远王筱东（性真）为团统，济南道院候雪舫（素爽）、北平道院陶席三（道开）、东北主院宋梦萱（永明）3人为团监的18人组成的世界红卍字会东瀛布道团自沈阳出发，先至安东，后经韩国京城、釜山，最终抵达日本神户。自9月23日秋分开始在神户道院开沙布道。神户道院开沙完成后，布道团到绫部拜访出口王仁三郎，并开设中央主院。10月3日，大阪道院开院。10月11日重阳，东京总院成立，出口王仁三郎（寻仁）为日本总院统掌，神吉为责任统掌，北村隆光（寻宗）为院监。因寻仁不能常居东京，以东岛氏（建道）为责任首席统掌，代行一切职权。10月16日，汉京道院在朝鲜京城府开幕。10月18日，布道团回国，仍由安东返回沈阳。出口王仁三郎与布道团同行来华，本打算到北平总院和济南母院访问，但因故仅在沈阳逗留几日便返回日本:96-98。1930年，京都举行宗教博览会，东京总院致函沈阳主院，邀请道院参加博览会，母院和总院商议后决定派遣由慈果为团长的10人代表布道团前往京都参观，布道团由沈阳出发，途径绫部、龟冈、东京前往京都参观，参观两天博览会后又在三地开坛布道多日后回国:98-98。
1931年3月19日，要坛成立，确定以一年为期，从天津行宗要坛从发巡视各地机构的运转情况:100-101。1931年12月9日，香港道院成立:102。

### 抗战时期

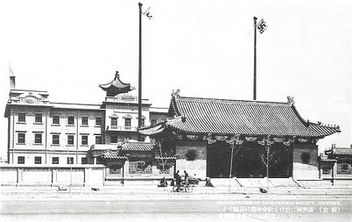
世界红卍字会满州国总会，地处今天的长春市人民大街与解放大路交会西北位置，拍摄时间不详

1927年4月，东三省道院在长春成立。1931年，日本关东军发动“九一八事变”，占领中国东北，后成立傀儡政权满洲国。“九一八事变”后，日本大本教首領出口王仁三郎给沈阳日本宪兵致电，要求保护红卍字会人员。时任奉天沈阳宪兵队长三谷清夫妇为大本教信徒。9月24日，大本教派遣出口日出麿等6人到东北，在慰问日本侵华军队同时，与红卍字会协力展开赈恤工作。出口日出麿抵达长春后，组织“昭和青年会”，成员包括三四名大本教徒，十五六名普通日本人，以及30名中国人。“九一八事变”后，东北红卍字会成立“四民治安维持委员会”，协助关东军维持秩序。东北红卍字会的重要干部张海鹏、董树棠、马龙潭等声言要与世界红卍字会中华总会断绝关系。1932年3月，在纪念满州国成立和红卍字会成立十周年的大会上，东北红卍字会在新京（长春）召开“全满红卍字会代表大会”，宣布与北京总会和济南母院断绝关系。1933年2月，长春分会宣布脱离北京总会而“自主治教”，称“世界红卍字会新京总会”，由满洲国皇帝溥仪的侍从武官张海鹏任总会长。1933年，该会以“满州国总道院世界红卍字会满州国总会”名称正式成立。1935年12月，满洲国成立三年时，东北红卍字会再次申言：“对于国内外其他卍会，概处同等地位，脱离以往连带关系，不受何种限制与往来交际。”新京总会成立之初，设在新京二马路李公祠，后在兴仁广场（今长春解放广场）兴建新会址，张海鹏带头捐款，溥仪也从内帑拿出1万元捐助。建设完工后，新京总会迁入新会址。
1934年，济南道院在上新街南首兴建道院建筑，由萧怡九、朱兆雪、于皋民等人设计，北京恒茂兴、广和兴营造厂承建，于1942年竣工。
1935年12月8日，日本政府大肆逮捕大本信徒，大量的大本神殿及相关建筑被拆毁破坏，是为“第二次大本事件”，北村隆光在天津被捕。受该事件及第二次世界大战的影响，日本各地道院相继关停。至1939年，道院在中國大陸建立道院436处，在香港及海外建立道院200余处。

### 二战之后
1948年，朱庭祺（印川）自重庆到台湾弘道，并计划在台籌設院會，得到了时任臺北市長游彌堅的支持。1949年農曆六月十五日，臺灣道院正式在台北成立，朱印川任為首任統掌。1950年，游彌堅接任为第二任统掌。1971年由開南商工創辦人王民寧出任第三任，陳啟清第四任，養樂多公司董事長陳重光第五任統掌。2008年時，第六任統掌为曾任臺南市長和臺灣省糧食局長的張麗堂。2022年时，第七任統掌为陳昭成。台湾道院成立后，又相继在台南、嘉义、高雄、台中和彰化五地也设有院会，并依据人民团体法选举成立有理监事会。其间，設於臺北市臺灣道院昇格為臺灣總主院，并经中华民国内政部重新立案登记为“先天救教道院臺灣總主院”。
1962年，日本紅卍字会重建，以公益社团法人的身份开展慈善活动。另外，在美国、加拿大、香港、新加坡和马来西亚等国家和地区也设有总会或分会:51。
1953年2月，世界红卍字会中华总会在《人民日报》发表公开声明，宣布自行解散，将所有财产捐献给中国人民救济总会。1995年，臺灣道院重回大陸設立分會，獲得中國大陸官方批准在天津成立世界紅卍字會天津辦事處，每年由臺北紅卍字會撥經費，從事社會救濟工作。

## 组织

### 六院
道院下设统院、坐院、坛院、经院、慈院和宣院六院，由统院掌管全道院事务，其余五院则负责管理各院事务。老祖及五教教主均供奉在统院，其中至圣先天老祖为正座，正座之前分别供奉有儒教教祖项橐项先师、佛教教祖释迦牟尼佛祖、道教教祖太乙老君道祖、回教教祖回祖真祖、耶教教祖耶稣耶祖。道院尊大成至圣先师孔子为统教掌籍，刘慧真人刘勰为统教附掌籍，下属六院则分别设神职和人职掌籍：
| 院名 | 神职               | 神职             | 人职                         | 人职                         | 人职                         |
| 院名 | 掌籍               | 附掌籍           | 掌籍                         | 附掌籍                       | 文会                         |
| ---- | ------------------ | ---------------- | ---------------------------- | ---------------------------- | ---------------------------- |
| 统院 | 孚佑帝君吕祖吕洞宾 | 倡佐帝君诸葛武侯 | 吕祖代理掌籍，杜秉寅代理院监 | 吕祖代理掌籍，杜秉寅代理院监 | 吕祖代理掌籍，杜秉寅代理院监 |
| 坐院 | 达摩佛             | 普静菩萨         | 杜秉寅                       | 郝景星、郭廉                 | 刘孝存                       |
| 坛院 | 尚真人             | 岳圣岳飞         | 刘绍基                       | 杨杰、郑宝善                 | 周德锡                       |
| 经院 | 文殊佛             | 普贤佛           | 陆答山                       | 洪士陶、高皋言               | 张德馨                       |
| 慈院 | 济佛济颠           | 孙真人孙思邈     | 张晋阶                       | 杨庸厚、李振钧               | 熊仕昌                       |
| 宣院 | 亚圣孟子           | 先知施洗约翰     | 郑宝慈                       | 郭兆栋、王同海               | 何寿恒                       |

此外，统院的神职除正副统教掌籍、正副统院掌籍外，还有统社掌籍“康圣”钟离权、镇坛将军“关圣”关羽、護壇將軍“桓圣”张飞、都巡使楊忠愍公楊繼盛，以及女社掌籍“蓮台聖”观世音菩萨。人职则还设置有外宣四人负责四个方向，分别为徐鼎元宣北，張景揚宣西，张彦臣宣东和杜維瀚宣南:67。

### 六坛
道院内设有六座乩坛，分别是统坛、讲经坛、文字坛、间事坛、书画坛和求方坛。统坛设在坛院，遇重大事务才开。讲经坛附于统坛，用于仙佛降坛讲经。文字坛设在统院，用于道院管理层进行诗会、文会活动。间事坛也设在统院，用于道院内外向神佛卜问，规定不准问及时政问题。书画坛设在经院，为仙神降临写字绘画所设，民众需花钱求取条幅、对联等，是道院补益慈善费用的来源之一。求方坛设在慈院，为仙佛降坛开方治病而设，求方者不限道院内外，但妇女须托男子代求。

### 红卍字会
红卍字会，全称「世界红卍字会」，起源于道院，是道院的社会福利组织。道院教义主张从事慈善救济可以累计个人功德，因此从事慈善工作是修道的必备条件。道院从事社会慈善的历史可以追溯到1921年黄河宫家决口，1921年7月， 黄河在山东省利津县的宫家坝等处决口，包括滨县在内的山东北部遭受重大水灾，道院立即募款，派人前往灾区参与赈灾。1922年9月，道院在济南大明湖召开世界红卍字会筹备会，以“提倡道德，实行慈善为宗旨”相号召，进行收养孤残、施医放粮等慈善活动，并命令各地道院仿照执行。刘绍基任世界红卍字会副会长。1922年11月，世界红卍字会中华总会在北京西城西单牌楼舍饭寺17号成立，后迁至南京小火瓦巷24号。世界紅卍字會專門從事各種社會急難救助，北洋政府原國務總理熊希齡曾出任會長。

## 各地道院

### 命名
各地道院命名时仅以地名标识院址，不得添加其他修饰。济南道院称母院，位于各国首都的称总院，位于各省会的为省院，位于各县的为县院，县境内分设的为支院，统辖一个大区的称主院，有特殊地位的称特院，代行主院职责的称代主院，分任主院某一区域职责的称分主院，代行分主院职责的称代分主院，辖区为通商大埠的为埠院。院未成立，尚在组织的为寄修所:106-107。

|          |        |        |        |        |        |  |  | 母院   |      |      |      |      |      |  |  |        |        |        |        |        |        |  |  |  |  |  |  |  |  |  |  |  |  |  |  |  |  |  |  |  |  |
|          |        |        |        |        |        |  |  |        |      |      |      |      |      |  |  |        |        |        |        |        |        |  |  |  |  |  |  |  |  |  |  |  |  |  |  |  |  |  |  |  |  |
|          |        |        |        |        |        |  |  | 总院   |      |      |      |      |      |  |  |        |        |        |        |        |        |  |  |  |  |  |  |  |  |  |  |  |  |  |  |  |  |  |  |  |  |
|          |        |        |        |        |        |  |  |        |      |      |      |      |      |  |  |        |        |        |        |        |        |  |  |  |  |  |  |  |  |  |  |  |  |  |  |  |  |  |  |  |  |
|          |        |        |        |        |        |  |  | 主院   |      |      |      |      |      |  |  |        |        |        |        |        |        |  |  |  |  |  |  |  |  |  |  |  |  |  |  |  |  |  |  |  |  |
|          |        |        |        |        |        |  |  |        |      |      |      |      |      |  |  |        |        |        |        |        |        |  |  |  |  |  |  |  |  |  |  |  |  |  |  |  |  |  |  |  |  |
|          |        |        |        |        |        |  |  |        |      |      |      |      |      |  |  |        |        |        |        |        |        |  |  |  |  |  |  |  |  |  |  |  |  |  |  |  |  |  |  |  |  |
| 分主院   | 分主院 | 分主院 | 分主院 | 分主院 | 分主院 |  |  | 省院   | 省院 | 省院 | 省院 | 省院 | 省院 |  |  | 代主院 | 代主院 | 代主院 | 代主院 | 代主院 | 代主院 |  |  |  |  |  |  |  |  |  |  |  |  |  |  |  |  |  |  |  |  |
| 分主院   | 分主院 | 分主院 | 分主院 | 分主院 | 分主院 |  |  | 省院   | 省院 | 省院 | 省院 | 省院 | 省院 |  |  | 代主院 | 代主院 | 代主院 | 代主院 | 代主院 | 代主院 |  |  |  |  |  |  |  |  |  |  |  |  |  |  |  |  |  |  |  |  |
| 代分主院 |        |        |        |        |        |  |  |        |      |      |      |      |      |  |  |        |        |        |        |        |        |  |  |  |  |  |  |  |  |  |  |  |  |  |  |  |  |  |  |  |  |
|          |        |        |        |        |        |  |  |        |      |      |      |      |      |  |  |        |        |        |        |        |        |  |  |  |  |  |  |  |  |  |  |  |  |  |  |  |  |  |  |  |  |
|          |        |        |        |        |        |  |  |        |      |      |      |      |      |  |  |        |        |        |        |        |        |  |  |  |  |  |  |  |  |  |  |  |  |  |  |  |  |  |  |  |  |
| 埠院     | 埠院   | 埠院   | 埠院   | 埠院   | 埠院   |  |  | 县院   | 县院 | 县院 | 县院 | 县院 | 县院 |  |  | 特院   | 特院   | 特院   | 特院   | 特院   | 特院   |  |  |  |  |  |  |  |  |  |  |  |  |  |  |  |  |  |  |  |  |
| 埠院     | 埠院   | 埠院   | 埠院   | 埠院   | 埠院   |  |  | 县院   | 县院 | 县院 | 县院 | 县院 | 县院 |  |  | 特院   | 特院   | 特院   | 特院   | 特院   | 特院   |  |  |  |  |  |  |  |  |  |  |  |  |  |  |  |  |  |  |  |  |
|          |        |        |        |        |        |  |  | 支院   |      |      |      |      |      |  |  |        |        |        |        |        |        |  |  |  |  |  |  |  |  |  |  |  |  |  |  |  |  |  |  |  |  |
|          |        |        |        |        |        |  |  |        |      |      |      |      |      |  |  |        |        |        |        |        |        |  |  |  |  |  |  |  |  |  |  |  |  |  |  |  |  |  |  |  |  |
|          |        |        |        |        |        |  |  | 寄修所 |      |      |      |      |      |  |  |        |        |        |        |        |        |  |  |  |  |  |  |  |  |  |  |  |  |  |  |  |  |  |  |  |  |

### 发展
在1922年道院正式成立之前，天津、京兆、济宁三地便相继成立道院组织。1921年6月13日（农历六月九日），天津道院开幕，由徐素一、谢素定、卞圆慈、何素璞等人奉命筹建。1921年9月20日，京兆道院开院，由李圆源、圆诚、徐鼎元（贯清）等人商议筹建，借用李圆源的寓宅为院址，后曾改名北平道院，原址则曾作为总院所在地。济宁道院为高皋言（华普）、杜秉寅（默靖）、王同海（和真）、查素瓌等首倡建立，正扶乩手刘灵默和扶乩助手余惟德均为济南道院委派，於1921年12月29日开院，后为第二母坛所在地:71。
1922年，道院首先在安徽省蚌埠开院，后相继在合肥、安庆、庐江设立。而江苏的道院则始于上海，后继有泰县、东台、下关、苏州、扬州等地。直隶省有通县、静海、青县、沧县等县，山东省有益都、沂水等二十余县。浙江杭州、湖北武昌、山西太原、河南开封，东三省的沈阳、吉林、长春、卜奎、绥化等地的道院也均在这一年开院:71。
1923年，除在的其他县份开始新的道院外，还在四川省的重庆，福建省的福州、厦门，江西省的南昌，以及热河、察哈尔和绥远三个特别区的包头、萨拉齐县等地设立道院。1924年，日本神户道院开创，是道院首次出国布道。其后至1930年，除1926年在贵州鲳水开设道院，其他均在已有道院的省份增设:71-72。1929年至1931年间，在日本，以及其日本控制的朝鲜和台湾地区开设大量道院组织:102-104。
| 年份\地区 | 山东 | 直隶 | 安徽 | 江苏 | 浙江 | 湖北 | 山西 | 河南 | 奉天 | 吉林 | 黑龙江 | 四川 | 福建 | 江西 | 绥远 | 热河 | 察哈尔 | 日本 | 陕西 | 贵州 | 共计 |
| --------- | ---- | ---- | ---- | ---- | ---- | ---- | ---- | ---- | ---- | ---- | ------ | ---- | ---- | ---- | ---- | ---- | ------ | ---- | ---- | ---- | ---- |
| 1921年    | 2    | 2    |      |      |      |      |      |      |      |      |        |      |      |      |      |      |        |      |      |      | 4    |
| 1922年    | 26   | 8    | 4    | 6    | 1    | 1    | 1    | 3    | 1    | 3    | 2      |      |      |      |      |      |        |      |      |      | 56   |
| 1923年    | 8    | 8    | 2    | 8    | 1    | 1    | 1    | 2    | 2    |      |        | 1    | 2    | 1    | 3    | 1    | 1      |      |      |      | 42   |
| 1924年    | 6    | 1    | 6    | 3    | 1    |      |      |      |      |      |        |      |      |      | 1    |      |        | 1    | 1    |      | 20   |
| 1925年    | 4    | 4    | 5    | 5    |      | 2    | 1    |      |      |      |        |      |      |      |      |      |        |      |      |      | 21   |
| 1926年    | 5    | 7    | 1    | 1    |      |      |      |      |      |      |        |      |      |      |      |      |        |      |      | 1    | 15   |
| 1927年    | 18   | 5    | 2    |      |      |      |      |      | 2    |      |        |      |      |      |      |      |        |      |      |      | 27   |
| 1928年    | 6    | 2    | 2    | 1    |      |      | 1    | 1    | 4    | 1    |        |      |      |      |      |      |        |      |      |      | 18   |
| 共计      | 74   | 37   | 23   | 24   | 3    | 4    | 4    | 6    | 9    | 4    | 2      | 1    | 2    | 1    | 4    | 1    | 1      | 1    | 1    | 1    | 203  |

| 年份\地区 | 山东 | 河北 | 安徽 | 江苏 | 河南 | 辽宁 | 吉林 | 绥远 | 热河 | 香港 | 日本（包括日本殖民地区） |
| --------- | ---- | ---- | ---- | ---- | ---- | ---- | ---- | ---- | ---- | ---- | ------------------------ |
| 1929年    | 2    |      | 1    |      | 1    | 4    | 1    |      | 6    |      | 32                       |
| 1930年    | 2    | 1    | 3    | 2    | 1    | 6    |      |      |      |      | 240                      |
| 1931年    | 1    |      | 1    | 1    |      |      | 1    | 1    |      | 1    | 159                      |

### 各地现有院会
| 国家或地区                                                                              | 院会名称                                      | 地址                                              | 简介 | 信息来源 |
| --------------------------------------------------------------------------------------- | --------------------------------------------- | ------------------------------------------------- | --- | -------- |
| 日本                                                                                    | 东京道院 世界红卍字会日本总会                 | 日本國東京都新宿區上落合2-13-21                   | 东京道院为道院日本总院会，1962年重新创建备案，原在东京都中央区银座5丁目9-12。 | :117     |
| 日本                                                                                    | 福生道院 世界红卍字会福生分会                 | 日本国东京都福生市福生550-1                       | | :117     |
| 日本                                                                                    | 成田道院 世界红卍字会成田分会                 | 日本国千叶县船桥市夏见4-12-7                      | | :117     |
| 日本                                                                                    | 名古屋道院 世界红卍字会名古屋分会             | 日本国名古屋市北区鸠冈町5-409                     | | :117     |
| 日本                                                                                    | 岐阜道院 世界红卍字会岐阜分会                 | 日本国岐阜县本巢郡北方町曲路2-87号                | | :117     |
| 日本                                                                                    | 琦玉道院 世界红卍字会琦玉分会                 | 日本国琦玉县埼玉市西区三桥1380番地                | | :117     |
| 日本                                                                                    | 神户寄修所                                    | 日本国神户市中央区矶上通五丁目1-17大和大厦六层    | | :117     |
| 日本                                                                                    | 伊势寄修所                                    | 日本国三重县員辨郡大安町石博东1887-1大和大厦六层  | 2007年暂停运作 | :117     |
| 日本                                                                                    | 尾张寄修所                                    | 日本国爱知县北设乐郡稻武町大宇桑原字山形18        | 2007年暂停运作 | :117     |
| 日本                                                                                    | 大宫寄修所                                    | 日本国琦玉县大宫市三稻三丁目1380号地              | 2007年暂停运作 | :117     |
| 日本                                                                                    | 多摩主院（事务所）                            | 日本国东京都青梅市御岳17番地（代转）              | | :117     |
| 日本                                                                                    | 大本本部                                      | 日本国东京都龟冈市天恩乡                          | | :117     |
| 台灣                                                                                    | 道院臺灣總主院 社团法人世界红卍字会台湾总主会 | 台北市大安区复兴南路一段303号14楼                 | 1949年，「世界紅卍字會臺灣省分會」在臺灣省社會處核准立案，台灣院會正式成立。1953年农历六月十五日，台湾道院和世界红卍字会台湾省分会建筑物落成。后依人民團體法規，世界红卍字会台湾省分会發展為「世界紅卍字會中華總會」及「世界紅卍字會臺灣總主會」 | :118,120 |
| 台灣                                                                                    | 台湾省女道德社总主社                          | 台北市大安区复兴南路一段303号15楼                 | 世界红卍字会台湾省分会妇女部（女道德社）成立于1953年，1956年社建筑兴建落成，位于复兴南路一段313巷2号，2004年春迁入303号新改建的道慈大楼15楼，占用15楼一整层的房间                                                                                | :118,120 |
| 台灣                                                                                    | 世界红卍字会台湾省分会附设慈幼幼稚園          | 台北市大安區复兴南路一段313巷2号                  | 1957年创立，2004年因原址改建大楼暂停招生 | :118,120 |
| 台灣                                                                                    | 台南道院 世界红卍字会台南分会                 | 台南市北區公园路593巷2号                          | 1950年农历三月八日创立 | :118,120 |
| 台灣                                                                                    | 嘉义道院 世界红卍字会嘉义分会                 | 嘉义市東區中山路92号                              | 1959年创立 | :118,120 |
| 台灣                                                                                    | 高雄道院 世界红卍字会高雄分会                 | 高雄市前金區中山二路547号                         | 1963年创立 | :118,120 |
| 台灣                                                                                    | 台中道院 世界红卍字会台中分会                 | 台中市西区大全街126号                             | 1969年创立 | :118,120 |
| 台灣                                                                                    | 世界红卍字会台中分会附设图书馆                | 台中市西区大全街126号                             | | :118,120 |
| 台灣                                                                                    | 彰化道院 世界红卍字会彰化分会                 | 彰化县社头乡清水村清水岩路10-2号                  | 1992年创立 | :118,120 |
| 台灣                                                                                    | 鹿港寄修所                                    | 彰化县鹿港镇青云路141号                           | 1996年创立 | :118,120 |
| 美国                                                                                    | 纽约道院 世界红卍字会纽约总会                 | 美国纽约市法拉盛樱花大道（Cherry Avenue）143-58   | 纽约道院在1989年9月15日正式获得美国政府批准成立 | :119     |
| 加拿大                                                                                  | 多伦多道院 世界红卍字会多伦多总会             | 加拿大安大略省多伦多市谢泼德东大街4184            | | :119     |
| 泰国                                                                                    | 曼谷道院 世界红卍字会泰国总会                 | 泰国曼谷都市区宛他那县罗通11巷素坤逸路55号        | | :119     |
| 中國香港                                                                                | 香港道院 香港红卍字会                         | 香港铜锣湾金龙台廿五号                            | | :119     |
| 新加坡                                                                                  | 新加坡道院 世界红卍字会新加坡总主会           | 新加坡庆利路76号                                  | | :119     |
| 新加坡                                                                                  | 新加坡妇女道德社                              | 新加坡芽笼廿巷39号                                | | :119     |
| 马来西亚                                                                                | 吉隆坡道院 世界红卍字会马来西亚总会           | 马来西亚吉隆坡班登英达4/6A路门牌13号              | | :119     |
| 马来西亚                                                                                | 槟城道院 世界红卍字会槟城分会                 | 马来西亚槟城州清真寺路（青草巷）413号             | | :119     |
| 马来西亚                                                                                | 北海道院 世界红卍字会北海分会                 | 马来西亚槟城北海丁吉甘榜孟加里26号                | | :119     |
| 马来西亚                                                                                | 怡保道院 世界红卍字会霹雳分会                 | 马来西亚霹雳州怡保市钟亚明路286-290号             | | :119     |
| 马来西亚                                                                                | 马六甲道院 世界红卍字会马六甲分会             | 马来西亚马六甲敦霹雳路外Kesidang 3/6巷2B-5-2与5-3 | | :119     |
| 中国大陆                                                                                | 天津道院 世界红卍字会天津办事处               | 天津市南开区紅旗南路福宏里一號樓三門230室         | 1995年，臺灣道院重回大陸設立分會，獲得官方批准在天津成立天津院會辦事處，每年由臺北紅卍字會撥經費，從事社會救濟工作。 | :119     |
| 韩国                                                                                    | 首爾道院 世界红卍字会韩国总会                 | 韩国首尔麻浦区延南洞373-15                        | 2007年暂停运作 | :119     |
| 主要参照王世永2008年出版的《認識道院 世界紅卍字會》:117-120，其他信息来源参见表中脚注。 |                                               |                                                   | |          |

## 备注
1. ↑  也有资料作“吳福林”[1]
2. ↑  “开沙”为扶乩活动术语，指开设乩坛，以沙盘扶乩
3. ↑  刘勰也被称为“慧圣”[14]